# Пальмиры
Пальми́ры (пол.  Palmiry) — село в Польше в сельской гмине Чоснув Новодвурского повета Мазовецкого воеводства.
Село располагается в северо-восточной части Кампиносской пущи в 4 км от административного центра сельской гмины Чоснув, в 11 км от административного центра повета города Новы-Двур-Мазовецки и в 23 км от административного центра воеводства города Варшава.

## История

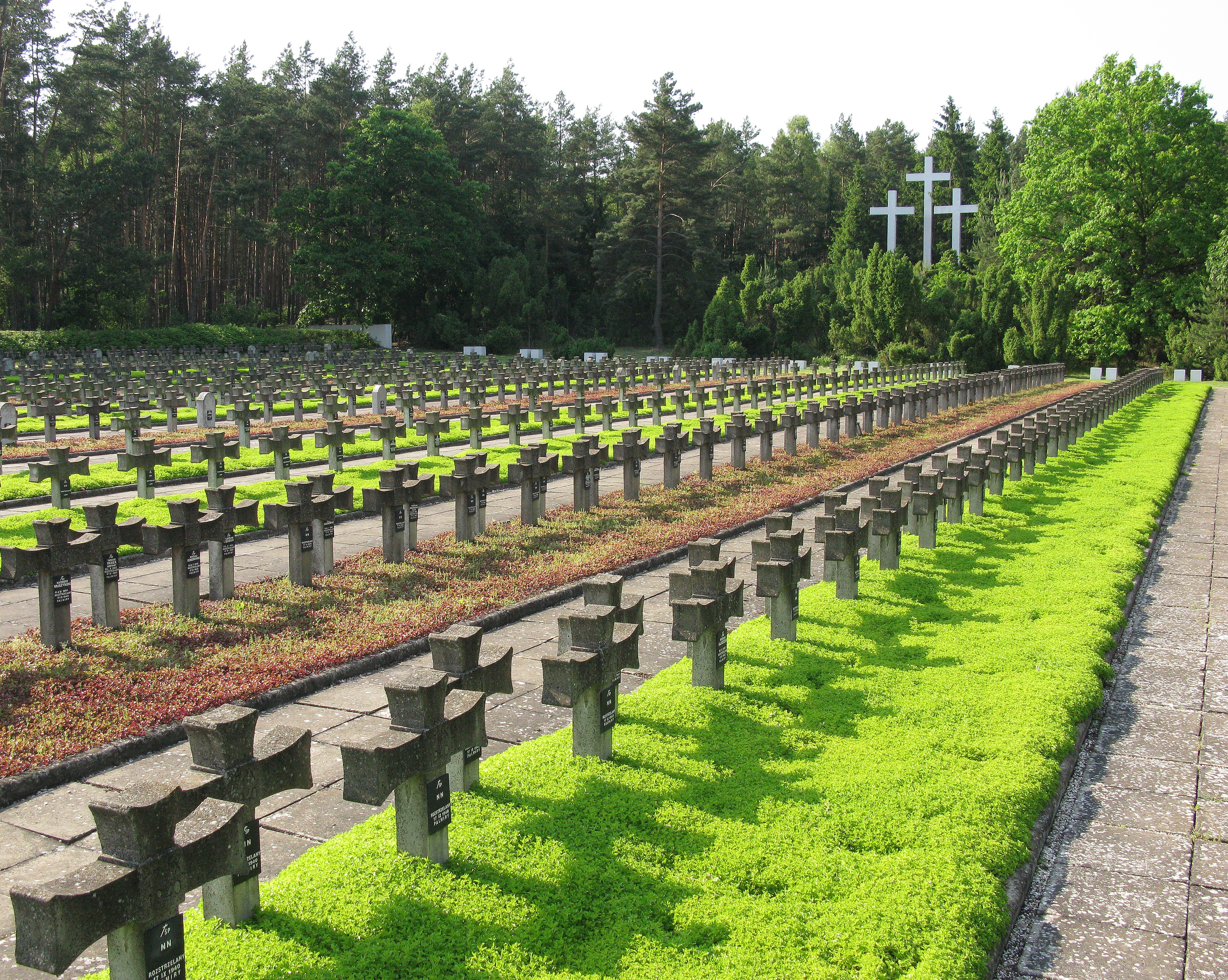
Пальмирское кладбище

Село было основано в XIX веке под названием «Пальмира». С 1929 года стало называться как «Пальмиры». В 1927 году через село была проложена железнодорожная линия Варшава-млоцины-Пальмира, которая сегодня не существует. До Второй мировой войны в окрестностях села были построены военные амуниционные склады, которые использовались во время осады Варшавы осенью 1939 года. С декабря 1939 года по июль 1941 года около села производились массовые расстрелы гражданского населения в рамках «АБ-акции» и арестованных лиц, которые содержались в тюрьмах Павяк и Мокотув. В 1946 году тела расстрелянных были эксгумированы и захоронены на кладбище.
В 1975—1998 годах село входило в состав Варшавского воеводства.

## Достопримечательности
- Пальмирское кладбище с музеем, находящееся в 5 км от села.